# Lipna (województwo lubuskie)
Lipna (do 1936 niem. Leippa, 1936–1945 Selingersruh) – wieś w Polsce położona w województwie lubuskim, w powiecie żarskim, w gminie Przewóz.
W latach 1975–1998 miejscowość administracyjnie należała do województwa zielonogórskiego.

## Historia
Stara osada o słowiańskim rodowodzie zapisana w 1417 jako Leippe. Na przestrzeni wieków własność rodów Haugwitzów, Kottwitzów, Callenbergów i Kiesenwetterów. Dawny ośrodek produkcji szkła i fajansu.

## Zabytki
Do wojewódzkiego rejestru zabytków wpisane są:
- kościół ewangelicki, obecnie rzymskokatolicki filialny pw. św. Katarzyny z 1807 r. zbudowany według projektu Johanna Friedricha Eicke, który był miejscowym dziedzicem.
- zespół pałacowy i folwarczny, z XVIII–XIX w.:
  - Pałac w Lipnie z XVIII w.
  - park
  - budynek mieszkalno-inwentarzowy
  - wozownia
  - obora
  - stajnia
  - obora ze spichrzem
  - obora.